# Glen Ridge (New Jersey)
Glen Ridge ist eine Stadt im Essex County, New Jersey, USA. Das U.S. Census Bureau ermittelte bei der Volkszählung 2020 eine Einwohnerzahl von 7802.

## Geographie
Nach dem United States Census Bureau hat die Stadt eine Gesamtfläche von 3,3 km², wobei Wasserflächen nicht einberechnet sind.

## Demographie
Nach der Volkszählung von 2000 gibt es 7271 Menschen, 2458 Haushalte und 1978 Familien in der Stadt. Die Bevölkerungsdichte beträgt 2193,2 Einwohner pro km². 89,18 % der Bevölkerung sind Weiße, 4,98 % Afroamerikaner, 0,15 % amerikanische Ureinwohner, 3,34 % Asiaten, 0,00 % pazifische Insulaner, 0,99 % anderer Herkunft und 1,36 % Mischlinge. 3,45 % sind Latinos unterschiedlicher Abstammung.
Von den 2458 Haushalten haben 46,3 % Kinder unter 18 Jahre. 69,9 % davon sind verheiratete, zusammenlebende Paare, 8,1 % sind alleinerziehende Mütter, 19,5 % sind keine Familien, 16,7 % bestehen aus Singlehaushalten und in 8,0 % Menschen sind älter als 65. Die Durchschnittshaushaltsgröße beträgt 2,95, die Durchschnittsfamiliengröße 3,33.
30,7 % der Bevölkerung sind unter 18 Jahre alt, 4,5 % zwischen 18 und 24, 29,5 % zwischen 25 und 44, 24,9 % zwischen 45 und 64, 10,4 % älter als 65. Das Durchschnittsalter beträgt 38 Jahre. Das Verhältnis Frauen zu Männer beträgt 100:94,9, für Menschen älter als 18 Jahre beträgt das Verhältnis 100:89,3.
Das jährliche Durchschnittseinkommen der Haushalte beträgt 105.638 USD, das Durchschnittseinkommen der Familien 120.650 USD. Männer haben ein Durchschnittseinkommen von 91.161 USD, Frauen 51.444 USD. Der Prokopfeinkommen der Stadt beträgt 48.456 USD. 3,0 % der Bevölkerung und 1,9 % der Familien leben unterhalb der Armutsgrenze, davon sind 3,3 % Kinder oder Jugendliche jünger als 18 Jahre und 4,1 % der Menschen sind älter als 65.

## Söhne und Töchter der Stadt
- Alexander Joseph Graf Kolowrat-Krakowsky (1886–1927), Pionier der österreichischen Filmindustrie
- Harold Rayner (1888–1954), Fechter und Armeeoffizier
- Tutti Camarata (1913–2005), Jazz-Trompeter, Arrangeur, Komponist und Produzent
- Newton Steers (1917–1993), Politiker, Vertreter von Maryland im US-Repräsentantenhaus
- Katherine MacLean (1925–2019), Science-Fiction-Autorin
- Robert West (1928–2022), Chemiker und Hochschullehrer
- John B. MacChesney (1929– 2021), Chemiker und Glasfaser-Pionier
- John Douglas Turner (1938–2019), Religionswissenschaftler
- Vincent Crapanzano (* 1939), Anthropologe und Literaturwissenschaftler
- Joan Spillane (* 1943), Schwimmerin
- Kim Milford (1951–1988), Schauspieler
- Henry Selick (* 1952), Produzent, Filmregisseur, Drehbuchautor und Produktionsdesigner
- Cindy Sherman (* 1954), Fotografin
- Kelly Tripucka (* 1959), Basketballspieler
- Susan Long (* 1960), Skilangläuferin
- Dean DeLeo (* 1961), Rockgitarrist
- Jon Brion (* 1963), Multi-Instrumentalist, Sänger, Komponist und Produzent
- Tommy Page (1970–2017), Sänger, Pianist und Songwriter
- Kacy Catanzaro (* 1990), Wrestlerin
- Rudy Mancuso (* 1992), Musiker, Filmschauspieler und Filmregisseur
- Pamela Koffler (* 20. Jahrhundert), Filmproduzentin